# Szjumszi járás
A Szjumszi járás (oroszul Сюмсинский район [Szjuminszkij rajon], udmurtul Сюмси ёрос [Szjumszi jorosz]) Oroszország egyik járása Udmurtföldön. Székhelye Szjumszi.

## Népesség
- 2002-ben 16 288 lakosa volt, melynek 55%-a orosz, 37%-a udmurt, 3%-a tatár.
- 2010-ben 13 401 lakosa volt, melyből 7 967 fő orosz, 4 568 udmurt, 448 tatár stb.